# Маргаритавилль
«Маргаритавилль» (англ. Margaritaville) — 3-й эпизод 13-го сезона (№ 184) сериала «Южный Парк», посвящённый мировому экономическому кризису, премьера которого состоялась 25 марта 2009 года. Эпизод получил премию «Эмми» за лучшую анимационную программу.

## Сюжет
Рэнди Марш решает научить Стэна правильно обращаться с деньгами (под «правильным» обращением с деньгами Рэнди подразумевает их хранение на депозитных счетах). Они идут в банк, который моментально теряет деньги Стэна, а после этого и деньги самого Рэнди. В новостях сообщают об экономическом кризисе. Рэнди крайне недоволен положением, и на вопрос сына, почему вдруг не стало денег, объясняет, что многие люди накупили всякого барахла, вместо того, чтобы жить по потребностям (при этом делая себе коктейль с помощью роскошной соковыжималки, которая явно обошлась ему недёшево). Стэн, послушав отца, решает вернуть соковыжималку в магазин.
Масса людей пытается воспользоваться ситуацией, обвиняя во всех бедах жадные корпорации или брокеров. Среди ораторов, конечно, оказывается и Картман, строящий свою речь на обвинении евреев. Но жители города склоняются к мнению Рэнди, который обвиняет самих жителей и предлагает всем перейти на режим жёсткой экономии. Благодаря предложенным им реформам люди начинают жить практически как в древнем Иерусалиме, потому что перестают вообще что-либо покупать.
Тем же временем, Картман, уверенный, что во всём виноваты евреи, которые сгребают деньги в свою потайную пещеру, пытается выпытать у Кайла её месторасположение, но тот начинает объяснять ему, что это всё, включая идею Рэнди, бред. В это время 2 человека неподалёку, подслушав его, решают сообщить в Совет, организованный Маршем, что какой-то молодой еврей (Кайл) разносит ересь.
Стэн приходит в магазин с просьбой вернуть деньги за соковыжималку размером почти с него самого, но там его отправляют в Большую Апельсиново-финансовую компанию. Глава этой компании отсылает Стэна на биржу.
В это время, в Саут-Парке решают казнить мистера Гаррисона за чрезмерную трату денег. Его решают закидать до смерти бе́лками, но Кайл их останавливает, говоря: «Это смешно!». Лидер нападавших возражает: «Что смешного в том, чтобы бросать бе́лками в человека, прогневавшего Экономику?».
В это же время, Стэн приходит на биржу, всё ещё неся с собой соковыжималку. Он встречает человека, который немного проясняет ситуацию (есть уже тысячи людей, желающих вернуть соковыжималки) и направляет его в казначейство США.
Кайл читает людям на холме проповедь о том, что экономика — это не монстр и не болезнь. Это вещь, созданная людьми для людей, и нет смысла в том, чтобы не пользоваться ею. Он говорит о том, что лишь покупая, мы возродим экономику, и он даже заказал для покупок безлимитную кредитную карту (при показе карты люди в ужасе закрывают лица руками). Рэнди в Совете получает новости об этом «молодом еврее» и крайне этим беспокоится. Совет решает убить или изловить Кайла. После этих слов в комнате появляется Картман со словами «Кто-то сказал „изловить еврея“?» и с уже готовым планом.
Стэн приходит в U.S. Treasure Company и там получает надежду на возвращение денег за соковыжималку и узнаёт, что её стоимость — 90 триллионов долларов. Ему удаётся проникнуть в зал заседаний, и, наконец, узнать, что мировая экономика работает с помощью хитрого механизма: курицу с отрубленной головой пускают бегать по секторам рулетки, а главы министерств в это время играют на дудочке. По надписи на секторе, в котором курица издыхает, руководители узнают, что надо делать (надписи на секторах гласят: «обложить богатых налогом», «идти на войну» или «напечатать денег»). Разочарованный Стэн разбивает соковыжималку о сектор с надписью «90 триллионов».
Кайл расплачивается своей картой за долги всех жителей Саут-Парка, чтобы те снова могли покупать. Шейла просит сына не делать этого, поскольку «он будет в долгах до конца своих дней». Рэнди сдаётся и приносит свои долговые расписки Кайлу, которые тот погашает. Доходит до того, что он засыпает от переутомления, и процессия относит его домой на руках.
По телевидению сообщают, что экономика в Саут-Парке сделала большой шаг вперёд. Кайл, еле живой, смотрит выпуск новостей. Когда там говорят, что есть человек, которого все должны за всё это благодарить. Им оказывается Барак Обама. В конце Кайл произносит «Ой, да ладно!?..»

## Пародии
- Эпизод представляет собой аллюзию на Новый Завет, в которой Кайл играет роль Христа, а Картман — Иуды.
- Сцена в пиццерии — отсылка к Тайной вечере. «Апостолы» Кайла: Крейг, Тимми, Джейсон, Картман, Токен, Джимми, Баттерс, Кенни, Твик, Айк, Клайд. Позы героев повторяют позы картины «Тайная Вечеря».
- Сцена, в которой Картман предлагает поймать еврея, пародирует фильм «Челюсти», где рыбак Квит таким же образом предлагает свои услуги, чтобы изловить акулу.
- В сцене, где Рэнди вещает о кризисе, за спиной людей магазин с вывеской «EV Games Electronic», пародирующий американскую корпорацию видеоигр «EA Games»
- Сцена, где Кайл защищает мистера Гаррисона от разъярённой толпы, бросающей в него бе́лок, пародирует сюжет библейской истории «Христос и грешница», где Христос, обращаясь к толпе, просит того, кто без греха, первым бросить камень в грешницу.

## Факты
- В этой серии можно увидеть Кенни без парки — он почти полностью замотан в длинный шарф.
- Это четвёртый эпизод сериала, который получил «Эмми». Предыдущими эпизодами, получившими Эмми, были «Воображляндия», «Занимайтесь любовью, а не Warcraft'ом», «Лучшие друзья навсегда».
- Когда Картман предлагает помочь с поимкой Кайла, он просит взамен Grand Theft Auto: Chinatown Wars на Nintendo DS (ранее в эпизоде он упоминает Grand Theft Auto IV, якобы выходящую на DS, что является ошибкой, так как Grand Theft Auto IV на DS никогда не выходила, а события Chinatown Wars развиваются в том же городе, что и в Grand Theft Auto IV)
- Рабочие, жалующиеся на потерю работы из-за кризиса, уже появлялись в «Goobacks», где столкнулись с той же напастью из-за эмигрантов из будущего.
- Когда Кайл с друзьями играют с белками, их босые ступни изображены как овалы. Однако, когда в конце серии Кайла кладут в кровать, его ноги прорисованы в соответствии с анатомией.